# Кошиці IV (округ)
Округ Ко́шиці IV — міський район зі статусом округу міста Кошиці.

## Населення
| Рік:            | 1994.  | 2004.   | 2014.   | 2024.   |
| --------------- | ------ | ------- | ------- | ------- |
| Кількість осіб: | 60 781 | 56 634  | 59 729  | 55 825  |
| Різниця:        |        | -6,82 % | +5,46 % | -6,53 % |

| Рік:            | 2023.  | 2024.   |
| --------------- | ------ | ------- |
| Кількість осіб: | 56 143 | 55 825  |
| Різниця:        |        | -0,56 % |